# 원인동
원인동(園仁洞)은 대한민국의 강원특별자치도 원주시에 설치된 동이다.

## 개요
원인동은 조선 인열왕후가 태어난 곳으로 지금의 원주교 근처에 생가가 있었다고 하며, 인열왕후의 인(仁)자를 따서 ‘인동’이라 하고 남산이 정원(庭園)처럼 자리잡고  있다고 해서 ‘원동’이라는 유래가 있다.
1910년경 원주군 본부면 상동리였으나, 1938년 10월 1일 총독부령 제197호(1938년 9월 27일공포)에 의거 원주군 본부면이 원주읍으로 승격되고 행정구역이 14개 정으로 분할되어 대화정, 남산정으로 편제되었다. 1945년 8월 1일 정(町1)을 동(洞)으로 개칭하면서 대화정을 인동(仁洞), 남산정을 원동(園洞)으로 변경하였다. 1955년 9월 1일 법률 제372호에 따라 원주시로 승격되면서 법정동인 ‘원동’과 ‘인동’이 설치되었으며, 1961년 9월 15일 연합동제 실시에 따라 원동, 인동을 원인동으로 명명하였다.

## 법정동
- 원동(園洞)
- 인동(仁洞)

## 관광
- 추월대

## 방송
- KBS원주방송국 (1986년 9월 1일~)